# Hammer DeRoburt
Hammer DeRoburt, político (1922-1992), foi o primeiro presidente de Nauru, governando entre 1968 e 1976. Também governou em três outras ocasiões: entre 1978 e 17 de Setembro de 1986, entre 1 de Outubro e Dezembro de 1986, e entre Dezembro de 1986 e 17 de Agosto de 1989.

## Antecedentes e início de carreira
Nascido em 1922, DeRoburt era neto de um ex-chefe de Nauru. Depois de ser educado em Nauru, ele frequentou o Gordon Institute of Technology em Geelong, Austrália. Depois de retornar a Nauru, ele começou a trabalhar como professor.
Durante a ocupação japonesa de Nauru, ele foi deportado para Truk pelos japoneses, junto com a maioria da população nauruana. Quando voltou para Nauru em 1946, começou a trabalhar no Departamento de Educação. Ele decidiu concorrer às primeiras eleições para o Conselho de Governo Local em 1951 e, embora tenha ganhado apoio suficiente para ser nomeado como candidato no distrito de Boe, foi desqualificado devido a irregularidades em sua nomeação. Residentes locais e europeus protestaram sem sucesso, enquanto uma petição para a Missão Visitante de 1953 das Nações Unidas também foi ignorada.
Nas eleições de 1955, ele concorreu novamente no círculo eleitoral de Boe e foi eleito para o Conselho. Em 1956, o Conselho o elegeu o último Chefe de Nauru.

## Presidência de Nauru pós-independência

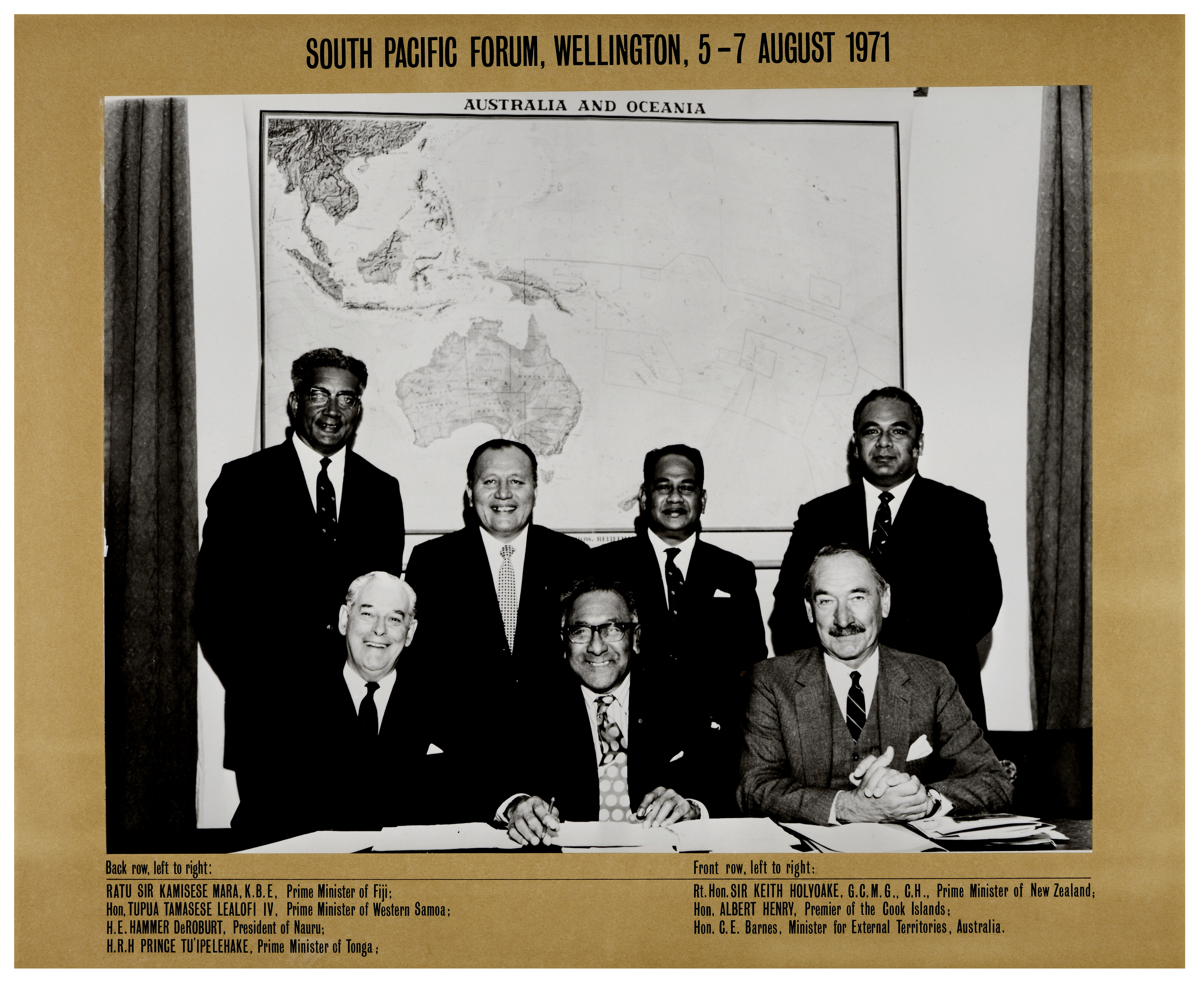
DeRobert no Fórum das Ilhas do Pacífico, 5 de agosto de 1971, Wellington

DeRoburt liderou o país à independência em 31 de janeiro de 1968 e foi presidente durante a maior parte do período até 17 de agosto de 1989. Em dezembro de 1976, os políticos mais jovens ganharam a maioria e instalaram Bernard Dowiyogo como presidente, mas DeRoburt voltou ao poder em maio de 1978. Ele foi também esteve ausente por dois curtos períodos em setembro e dezembro de 1986.

## Pessoal
Ele recebeu o título de cavaleiro honorário da Rainha Elizabeth II em 1982.
DeRoburt é creditado por apresentar o futebol australiano a Nauru, que se tornou o esporte nacional.
Ele morreu em Melbourne em 1992 de diabetes mellitus.